# Amy van Markenprijs
De Amy van Marken vertaalprijs is een tweejaarlijkse  prijs, die sinds 2006 uitgereikt door de  stichting Leonora Christina voor een uitmuntende recent uitgekomen literaire vertaling uit een van de Scandinavische talen. De prijs is genoemd naar Prof. dr. Amy van Marken en bestaat uit een geldbedrag van 5000 euro en een oorkonde. 
De prijs wordt toegekend door een vakjury, die per twee jaar wisselt van samenstelling.

## Winnaars
- 2022 - Geri de Boer voor haar vertaling uit het Zweeds van de roman W van Steve Sem-Sandberg
- 2020 - Clementine Luijten voor haar vertaling uit het Zweeds van de roman  De zwavelgele hemel van de Finse Zweedstalige auteur Kjell Westö (Den svavelgula himlen)
- 2018 - Michal van Zelm, voor zijn vertaling uit het Deens van de roman Een van ons slaapt van Josefine Klougart (Én af os sover)
- 2016 - Sophie Kuiper, voor haar vertaling uit het Zweeds van de roman Familie van Philip Teirs (Vinterkriget. En äktenskapsroman)
- 2014 - Annelies van Hees voor  de  vertaling uit het Deens van Niels Lyhne van Jens Peter Jacobsen
- 2012 - Marianne Molenaar voor de vertaling uit het Noors van Vader van Karl Ove Knausgård
- 2010 - Paula Stevens - oeuvreprijs
- 2008 - Bertie van der Meij voor de  vertaling uit het Zweeds van Sterven van liefde en leven van wijn van  Carl Michael Bellman
- 2006 - Diederik Grit en Edith Koenders voor  hun vertaling uit het Deens van Het gelukkige Arabië van Thorkild Hansen.

## Bron
- Website stichting Leonora Christina